# Hempstead (Teksas)
Hempstead – miasto w Stanach Zjednoczonych, w stanie Teksas, stolica hrabstwa Waller. Co roku w lipcu w mieście organizowany jest Festiwal Arbuza.

## Demografia
Według przeprowadzonego przez United States Census Bureau spisu powszechnego w 2010 miasto liczyło 5 770 mieszkańców, co oznacza wzrost o 23,0% w porównaniu do roku 2000. Natomiast skład etniczny w mieście wyglądał następująco: Biali 36,8%, Afroamerykanie 38,9%, Azjaci 0,6%, pozostali 23,7%. Kobiety stanowiły 51,3% populacji.